# Mui (Saaremaa)
Koordinaten: 58° 31′ N, 23° 6′ O
Mui ist ein Dorf (estnisch küla) auf der größten estnischen Insel Saaremaa. Es gehört zur Landgemeinde Saaremaa (bis 2017: Landgemeinde Pöide) im Kreis Saare.
Das Dorf hat 41 Einwohner (Stand 31. Dezember 2011).

## Persönlichkeiten
Auf dem zu Mui gehörenden Bauernhof Tiidu wurde die estnische Schriftstellerin Aira Kaal (1911–1988) geboren.